# Parc Victoria Benedictsson
Le parc Victoria Benedictsson (en suédois : Victoria Benedictssons park) est un parc public situé dans le quartier de Stadshagen à Stockholm en Suède,.

## Description
Le parc Victoria Benedictsson est un parc situé dans le quartier Stadshagen, dans l'île de Kungsholmen, au centre-ville de Stockholm. 
Le parc, nommé en mémoire de Victoria Benedictsson, est situé à l'intersection de Mariedalsvägen et Hornsbergs Strand et a été inauguré le 26 septembre 2024.

## Conception

### Action environnementale
Le parc fait partie des efforts de Stockholm pour améliorer l'environnement. Une installation a été construite dans le parc pour purifier les eaux pluviales des rues environnantes. L'installation se compose de plusieurs sections en terrasses avec des matériaux sableux à travers lesquels les eaux pluviales sont filtrées et purifiées en chemin vers le canal de Karlberg.

### Loisirs et jeux
L'installation remplit également une fonction récréative pour les visiteurs du parc. Tout d’abord, des plantations d’un grand nombre d’espèces végétales ont été réalisées dans le matériau filtrant. Les plantations sont destinées à la fois à apporter un plaisir visuel, mais aussi à favoriser la biodiversité et, dans une certaine mesure, à avoir un effet purifiant supplémentaire sur l'eau. L'installation comprend également des terrasses en bois avec des sièges, des quais et des pas japonais qui permettent aux visiteurs de se déplacer dans l'installation sans marcher dans les parterres plantés.
Au milieu du parc se trouve une pelouse en forme de bol pour jouer et se détendre. Aux entrées du parc, il y a des zones de repos et des plantes fleuries. Une aire de jeux plus petite a été construite dans le parc près de la plage de Hornsberg. De nouveaux escaliers à travers le terrain naturel ont été construits, permettant de monter facilement sur la colline et le point de vue qui a été préparé. De grandes parties du territoire naturel et des affleurements rocheux ont été préservés dans le cadre du parc.

### Sculptures
Une œuvre de l'artiste américain Stefan Tcherepnin (sv) a été installée dans le parc. 
Le langage de conception de son groupe de sculpture fait allusion aux codes visuels de la culture populaire. Des formes ludiques et des couleurs distinctives rappellent l'esthétique audacieuse du pop art avec des liens avec les dessins animés, le cinéma et d'autres phénomènes culturels de masse comme motifs.
La conception artistique consiste en une sculpture de 2,8 mètres de haut en fibre de verre de coukeur « bleu Stockholm ». Avec une perche fermement tenue, le Morängängaren semble chercher son chemin parmi d'anciennes moraines, des rochers qui se trouvaient profondément enfouis dans le sol et qui ont été mis au jour lors de la rénovation du parc. Le bâton, qui brille comme un phare dans l'obscurité et le paysage morainique, représente symboliquement une rencontre entre le passé et le présent.
Le marcheur de la moraine (Morängängaren) est accompagné d'une petite famille de vagabonds errants (Undrande vandrare) – trois sculptures en fibre de verre de 80 centimètres de haut, une bleue, une verte et une rose. Pleins d'impatience, ils suivent le Morängängaren tout en explorant de manière ludique le paysage environnant.
L'inspiration pour le design vient également de l'histoire de Stadshagen, explique l'artiste, se référant à une carte vieille d'un siècle, où une zone adjacente au parc était nommée Gångaren. Le groupe de sculptures Morängängaren et Undrande vandrare apparaissent comme des figures énigmatiques en voyage à travers le temps et l'espace. Comme un instant figé, la conception fait allusion à un état d’arrivée.
La description de l'œuvre d'art indique : « Avec un bâton fermement tenu, le Morängängaren semble chercher son chemin parmi d'anciennes moraines, des pierres qui se trouvaient profondément enfouies dans le sol et qui ont été mises au jour lors de la rénovation du parc. Le bâton, qui brille comme un phare dans l'obscurité et le paysage morainique, représente symboliquement une rencontre entre le passé et le présent ».

## Galerie

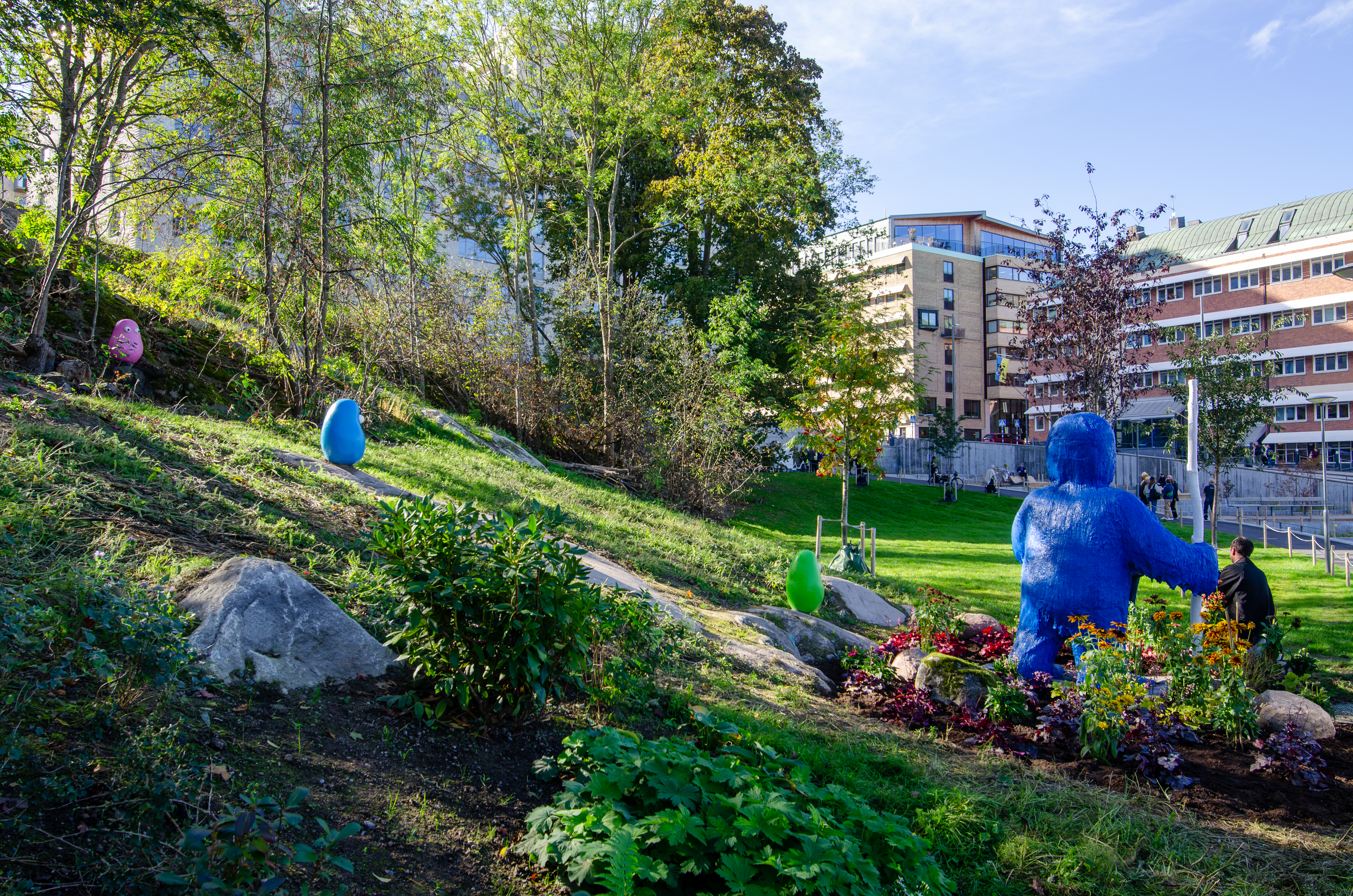
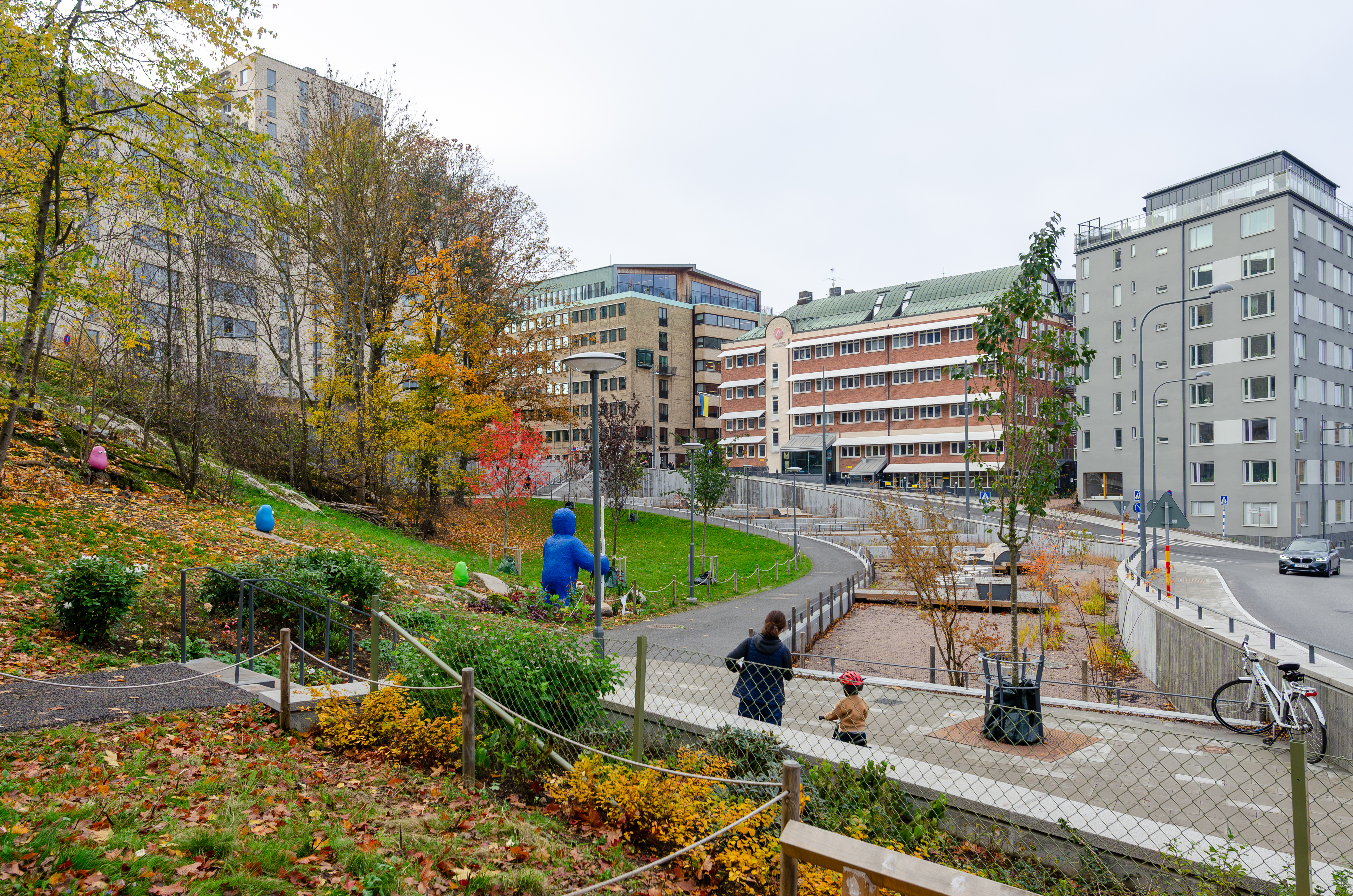
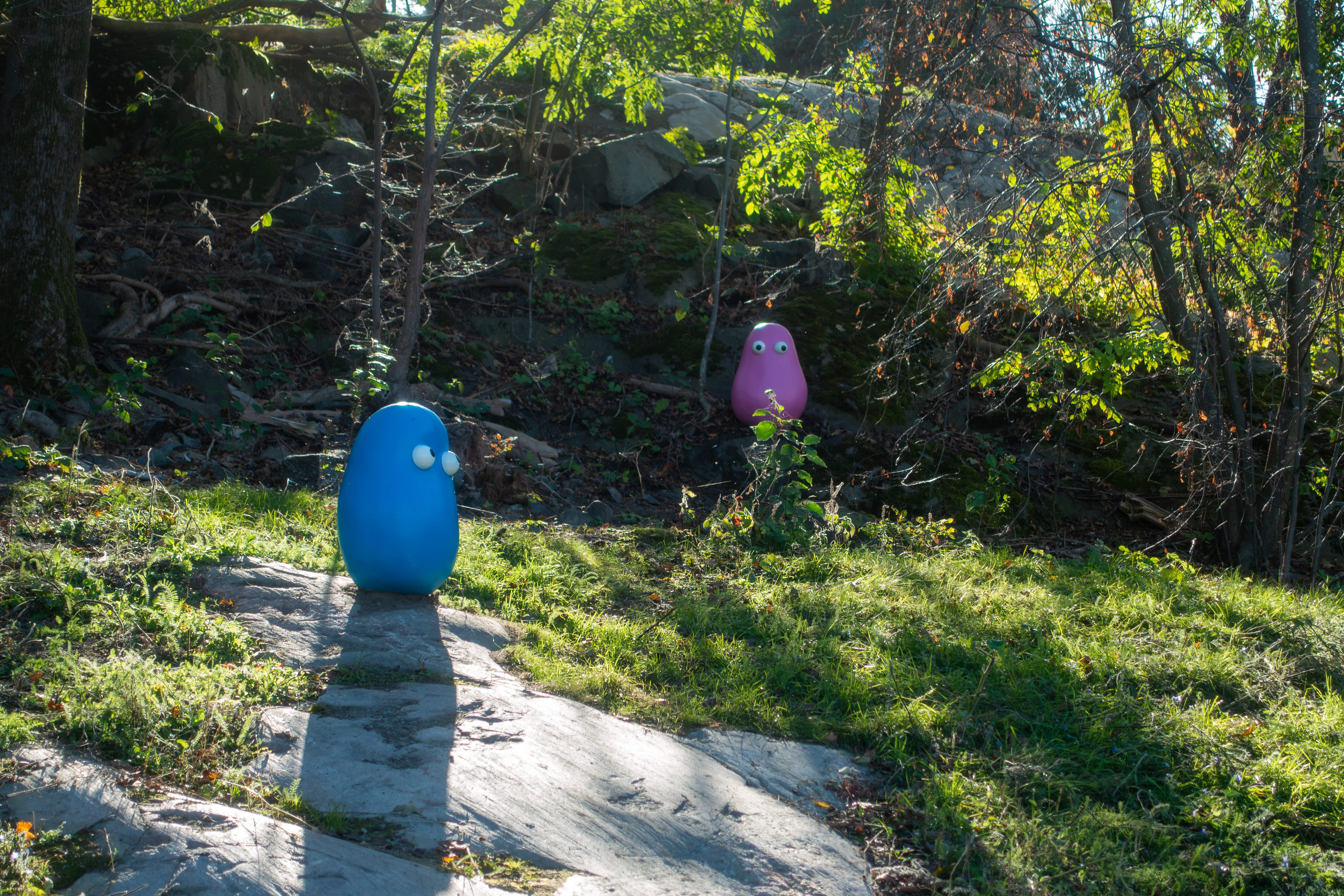